# Pan African
Maillots
Le Pan African est un club tanzanien de football basé à Dar es Salaam. Ils jouent au plus haut niveau du football professionnel tanzanien, la Tanzanian Premier League. Le club est sponsorisé par Merdian.

## Histoire
Le FC Pan African a été fondé en 1970 à Dar es Salaam, en Tanzanie. Basé dans la capitale, Dar es Salaam, l'équipe a remporté la Ligue de football tanzanienne à deux reprises et la Coupe de Tanzanie trois fois. Ils ont participé à quatre tournois de la CAF, réussissant à franchir le premier tour à chaque fois.
La saison 2007-08 a été la dernière en date dans la Ligue de football tanzanienne, où ils ont terminé à la dernière place.
Malgré leurs succès passés, le club a rencontré des difficultés ces dernières années, avec une performance en ligue devenue plus inconstante. Cependant, l'équipe continue de jouer un rôle dans le développement des jeunes joueurs et reste un nom respecté dans le football tanzanien.

### Réalisations
Les plus grandes réalisations du FC Pan African sont liées à leur domination du football tanzanien durant les années 1970 et 1980. Le club a remporté la Tanzanian Premier League plusieurs fois, bien que leurs succès récents aient été limités. Le club a également participé à des compétitions continentales, représentant la Tanzanie dans des tournois tels que la Ligue des champions de la CAF et la Coupe  de la CAF dans le passé.

## Palmarès
- Championnat de Tanzanie (1)
  - Champion : 1982

- Coupe de Tanzanie (3)
  - Vainqueur : 1978, 1979, 1981

### Performance dans les compétitions de la CAF
| Saison | Tournoi                                 | Tour         | Club                     | Domicile | Extérieur | Global      |
| ------ | --------------------------------------- | ------------ | ------------------------ | -------- | --------- | ----------- |
| 1979   | Coupe d'Afrique des Vainqueurs de Coupe | 1            | Omedla                   | 1-0      | 0-1       | 1-1 (5-4 p) |
| 1979   | Coupe d'Afrique des Vainqueurs de Coupe | 2            | AS Vita Club             | 2-1      | 0-1       | 2-2 (a)     |
| 1980   | Coupe d'Afrique des Vainqueurs de Coupe | 1            | AS Sotema                | 4-3      | 1-1       | 5-4         |
| 1980   | Coupe d'Afrique des Vainqueurs de Coupe | 2            | Shooting Stars FC        | 0-1      | 1-2       | 1-3         |
| 1982   | Coupe d'Afrique des Vainqueurs de Coupe | 1            | Mukura Victory Sports FC | 4-0      | 4-0       | 8-0         |
| 1982   | Coupe d'Afrique des Vainqueurs de Coupe | 2            | Power Dynamos FC         | 1-0      | 0-1       | 1-1 (3-5 p) |
| 1983   | Coupe d'Afrique des Clubs Champions     | 1            | Wagad                    | 0-0      | 2-1       | 2-1         |
| 1983   | Coupe d'Afrique des Clubs Champions     | 2            | Nkana FC                 | 0-0      | 0-0       | 0-0 (2-4 p) |
| 1989   | Coupe d'Afrique des Clubs Champions     | Préliminaire | Mbabane Highlanders      | w.o.     | 0-2       | 0-2         |